# Епифора
Епифората (от на старогръцки: ἐπιφορά — повторение) е стилистична фигура, която представлява повторение на еднакви думи или звуци в края на последователни стихове или фрази. Сродни на нея са анафората и мезофората, които се изразяват в звукови повторения, съответно, в началото и средата на строфите.
Като похват в стилистиката и реториката, епифората служи, за да бъде подсилена музикалната и емоционалната изразителност на словото. Чрез епифора в поезията се постига и т.нар. „омонимична рима“. Често се среща в белите стихове.

## Пример
Пример за епифора се съдържа в стихотворението „Тихият пролетен дъжд“ на Николай Лилиев (1918 г.)
| „ | Тихият пролетен дъжд звънна над моята стряха, с тихия пролетен дъжд колко надежди изгряха! Тихият пролетен дъжд слуша земята и тръпне, тихият пролетен дъжд пролетни приказки шъпне. В тихия пролетен дъжд сълзи, възторг и уплаха, с тихия пролетен дъжд колко искрици изтляха! | “ |